# Мој комшија Тоторо
Мој комшија Тоторо (јап. となりのトトロ, Tonari no Totoro) је аниме филм који је 1988. године режирао Хајао Мијазаки. Продукцију је изнео студио Џибли, а Тоторо је био толико популаран да је ускоро постао заштитни знак овог студија. Радња се одвија у послератном Јапану, и прати две девојчице које упознају Тотора, шумског духа, који уноси велике промене у њихову свакодневицу и захваљујући коме оне бар на кратко заборављају чињеницу да мајка, због болести, није са њима. Мијазаки је изјавио да се прича заправо темељи на догађајима из његовог детињства, тачније на догађаје из периода када је његова мајка била у болници.
Тоторо је остварио велики критички и комерцијални успех, а крајем 1980-их појавио се на америчком тржишту и то у периоду када су се изузетно ретко дистрибуирали анимирани филмови из Јапана. У часопису Animage, Тоторо је освојио прво место на листи 20 најбољих анимеа године. Главна јунакиња, Сацуки, проглашена је у истом том издању омиљеним женским аниме ликом, док је насловна песма проглашена другом најбољом у анимеу те године. Био је то трећи пут заредом да неки Мијазакијев филм осваја прво место у часопису Animage.
У Србији је приказиван на ТВ каналима Б92 и Пинк кидс и издан је на ДВД-у. Дистрибуцију је вршио M Export Import, док је синхронизацију радио студио Призор.

## Радња
Јапан, 1958. година. Професор Тацуо Кусакабе и његове две ћерке, Сацуки и Меј, се селе у нову кућу на селу, како би били близу болнице у којој се налази њихова мајка, која болује од туберкулозе. Кућа у којој ће живети је стара и делује сасвим обично, али девојчице већ првог дана примећују у њој мала, пауколика створења. Од старије комшинице сазнају да су то створења која воле мрачна места и да ће вероватно напустити кућу у најкраћем року. У том тренутку девојчице нису ни свесне да ће убрзо упознати још чуднија и истовремено дивна створења.
Како време пролази, девојчице налазе да је изузетно пријатно живети на селу и почињу активно да истражују своју околину. Једном приликом, док је њена старија сестра у школи, а отац заузет послом, Меј залута у шуми и тада, сасвим случајно, наилази на огромно, мачколико створење, по имену Тоторо. Сусрет са њим оставља на Меј велики утисак и она препричава све што се догодило у шуми оцу и сестри. Заједно, они покушавају да пронађу шумског духа, али у томе не успевају. Међутим, после извесног времена, Меј и Сацуки заједно срећу Тотора и тај сусрет са њим мења њихов живот из корена. У данима који следе, девојчице доживљавају неколико невероватних авантура са својим новим пријатељем и не могу бити срећније.
Њиховој радости доприноси и чињеница да им мајка ускоро долази у посету. Проблем настаје онда када из болнице стигне телеграм са обавештењем да је мајчина болест узела маха и да мора да остане у болници до даљњег. Чувши то, мала Меј одлучује да сама посети мајку и напушта село без ичијег знања. Неколико сати касније, Сацуки открива да Меј нема у близини и креће у потрагу за њом, успут обавештавајући све становнике села да њене сестре нема и да би хитно сви требало да крену у потрагу за њом. Када сати потраге нису дали резултат, очајна Сацуки почиње да дозива свог пријатеља Тотора и моли га за помоћ. Он се тада појављује и позајмљује Сацуки своје крајње несвакидашње превозно средство, аутобус-мачку односно, Мачкобус. Захваљујући овом чудном, али крајње ефикасном аутобусу, Сацуки успева да пронађе своју сестру и њеној срећи нема краја. Аутобусом одлазе до болнице у којој је мајка и, иако се нису поздравиле са њом, већ посматрале ситуацију са оближњег дрвета, схватају да су телеграм схватиле погрешно. Њихова мајка се опоравила и било је потребно да остане у болници још само мало пре него што се врати њиховој кући за стално. Сестре се онда враћају кући, срећне што је на крају све испало како треба.

## Улоге
| Улога                                               | Јапански глас                        | Српски глас              |
| --------------------------------------------------- | ------------------------------------ | ------------------------ |
| Сацуки Кусакабе (草壁 サツキ Kusakabe Satsuki)      | Норико Хидака (Noriko Hidaka)        | Јована Цветковић         |
| Меј Кусакабе (草壁 メイ Kusakabe Mei)               | Чика Сакамото (Chika Sakamoto)       | Марија Вицковић          |
| Тацуо Кусакабе (草壁 タツオ Kusakabe Tatsuo)(отац)  | Шигесато Итои (Shigesato Itoi)       | Милан Чучиловић          |
| Јасуко Кусакабе (草壁 靖子 Kusakabe Yasuko) (мајка) | Суми Шимамото (Sumi Shimamoto)       | Јадранка Селец           |
| Тоторо (トトロ)                                     | Хитоши Такаги (Hitoshi Takagi)       | (остављен јапански глас) |
| Мачкобус (ネコバス Nekobasu)                        | Наоки Тацута (Naoki Tatsuta)         | (остављен јапански глас) |
| Канта Огаки (大垣 勘太 Ōgaki Kanta)                 | Тошијуки Амагаса (Tohiyuki Amagasa)  | Марко Марковић           |
| Кантина бака                                        | Тание Китабајаши (Tanie Kitabayashi) | Јадранка Селец           |

## Критике
Тоторо није само одушевио публику широм света, већ је добио и високу оцену критичара.
Филмски критичар, Рафаел Си, написао је: „Изгледа да је главна поента овог филма да нас увуче у свој чаробни и маштовити свет... Заправо, ако желите да погледате нешто због чега би се осећали пријатно, обавезно погледајте овај филм. Имао сам осмех на лицу током трајања целог филма и осмех није нестао сатима након завршетка овог анимеа. Мијазаки је опет успео, а Мој комшија Тоторо је добитна комбинација.”
Кристофер Ранјон написао је: „Овај филм премостио је генерацијске и културне баријере: немогуће је не осетити се као дете гледајући га.”

## Културни утицај и комерцијални успех
Мој комшија Тоторо допринео је популаризацији јапанске анимације, као и успеху свог ствараоца, Хајаa Мијазакија. Главни лик овог филма, Тоторо, популаран је међу јапанском децом попут Вини Пуа у свету. Тоторо се појављује у више филмова студија Џибли, укључујући Пом Поко, Кикина достављачка служба и Шапат срца. Он такође представља и лого овог студија.
Тоторо се појављује у серијама и филмовима који нису из Јапана, па се тако може видети у једној од епизода серије Саут парк, у филму Прича о играчкама, као и у стрипу Сендмен (The Sandman).
Међутим, Тоторо се не појављује само у уметности. Астероид, откривен 31. децембра 1994. године назван је 10160 Тоторо.
У Вијетнаму је 2013. године откривен баршунасти црв и назван је Eoperipatus totoro, такође по главном лику из овог анимеа, због тога што Мачкобус, који се појављује у филму, има много сличности са црвом из Вијетнама.
Тоторо је постигао велики комерцијални успех. Због тога се данас могу купити играчке, одећа, компакт дискови са музиком из филма као и видео игрице базиране на овом филму. На маскенбалима се такође често могу видети костими ликова.

## Музика из филма
Компанија Токума Шотен објавила је компакт диск са музиком из овог филма 1. маја 1988. године. Овај компакт диск садржи музику коју је компоновао Џо Хисаиши. Овај албум је реиздат још два пута после премијерног издања и то 21. новембра 1996. године и 25. августа 2004. године.
| Назив композиције | Дужина трајања |
| --- | -------------- |
| 1. Sanpo－Ōpuningu Shudaika (さんぽ －オープニング主題歌 - Шетња-уводна тема) (текст: Риеко Накагава, изводи: Азуми Инуе)            | 2:44           |
| 2. Gogatsu no Mura (五月の村 - Село у мају)                                                                                          | 1:39           |
| 3. Obakeyashiki! (オバケやしき - Уклета кућа!)                                                                                       | 1:23           |
| 4. Mei to Susuwatari (メイとすすわたり - Меј и путујућа чађ)                                                                         | 1:34           |
| 5. Yugure no Kaze (夕暮れの風 - Вечерњи ветар)                                                                                       | 1:01           |
| 6. Kowakunai (こわくない - Не плашим се)                                                                                             | 0:44           |
| 7. Omimai ni Ikō (おみまいにいこう - Хајдемо у болницу)                                                                              | 1:22           |
| 8. Okaasan (おかあさん - Мајка) | 1:07           |
| 9. Chiisana Obake (小さなオバケ- Мало чудовиште)                                                                                     | 3:54           |
| 10. Totoro (トトロ - Тоторо) | 2:49           |
| 11. Tsukamori no Taiju (塚森の大樹- Огромно дрво у шуми Цукамори)                                                                    | 2:15           |
| 12. Maigo (まいご - Изгубљено дете)                                                                                                  | 3:48           |
| 13. Kaze no Torimichi (風のとおり道 - Стаза ветра)                                                                                   | 3:17           |
| 14. Zubunure Obake (ずぶぬれオバケ - Покисло чудовиште)                                                                              | 2:34           |
| 15. Tsukiyo no Hikō (月夜の飛行- Лет на месечини)                                                                                    | 2:06           |
| 16. Mei ga Inai (メイがいない - Меј је нестала)                                                                                      | 2:32           |
| 17. Nekobasu (ねこバス - Мачкобус)                                                                                                   | 2:11           |
| 18. Yokattane (よかったね - Тако ми је драго)                                                                                        | 1:15           |
| 19. Tonari no Totoro (となりのトトロ - Мој комшија Тоторо)                                                                           | 4:17           |
| 20. Sanpo (Gasshō-tsuki) (さんぽ(合唱つき - Шетња (у извођењу хора)) (текст: Риеко Накагава, изводи Азуми Инуе и Дечји хор Сугинами) | 2:43           |